# Ainu Times
O Ainu Times é um periódico japonês, o único publicado em língua ainu. De publicação trimestral, o periódico teve sua primeira edição em 20 de março de 1997 e tem como editor, deste 2006, o músico Takashi Hamada.